# Dicrotendipes binotatus
Dicrotendipes binotatus är en tvåvingeart som först beskrevs av Jean-Jacques Kieffer 1911.  Dicrotendipes binotatus ingår i släktet Dicrotendipes och familjen fjädermyggor. Inga underarter finns listade i Catalogue of Life.